# Hilara pilosopectinata
Hilara pilosopectinata är en tvåvingeart som beskrevs av Gabriel Strobl 1892. Hilara pilosopectinata ingår i släktet Hilara och familjen dansflugor. Inga underarter finns listade i Catalogue of Life.